# Arij (nom)
Arij és un nom femení àrab (àrab: أريج, Arīj) que literalment significa ‘fragància’. Si bé Arij és la transcripció normativa en català del nom en àrab clàssic, també se'l pot trobar transcrit Ariej, Areej, Ahreej, Areaj, Areeg, Areege, Arieg, Ahriej... Aquest nom també el duen musulmans no arabòfons que l'han adaptat a les característiques fòniques i gràfiques de la seva llengua.
Vegeu aquí personatges i llocs que duen aquest nom.